# IG Farbenproces

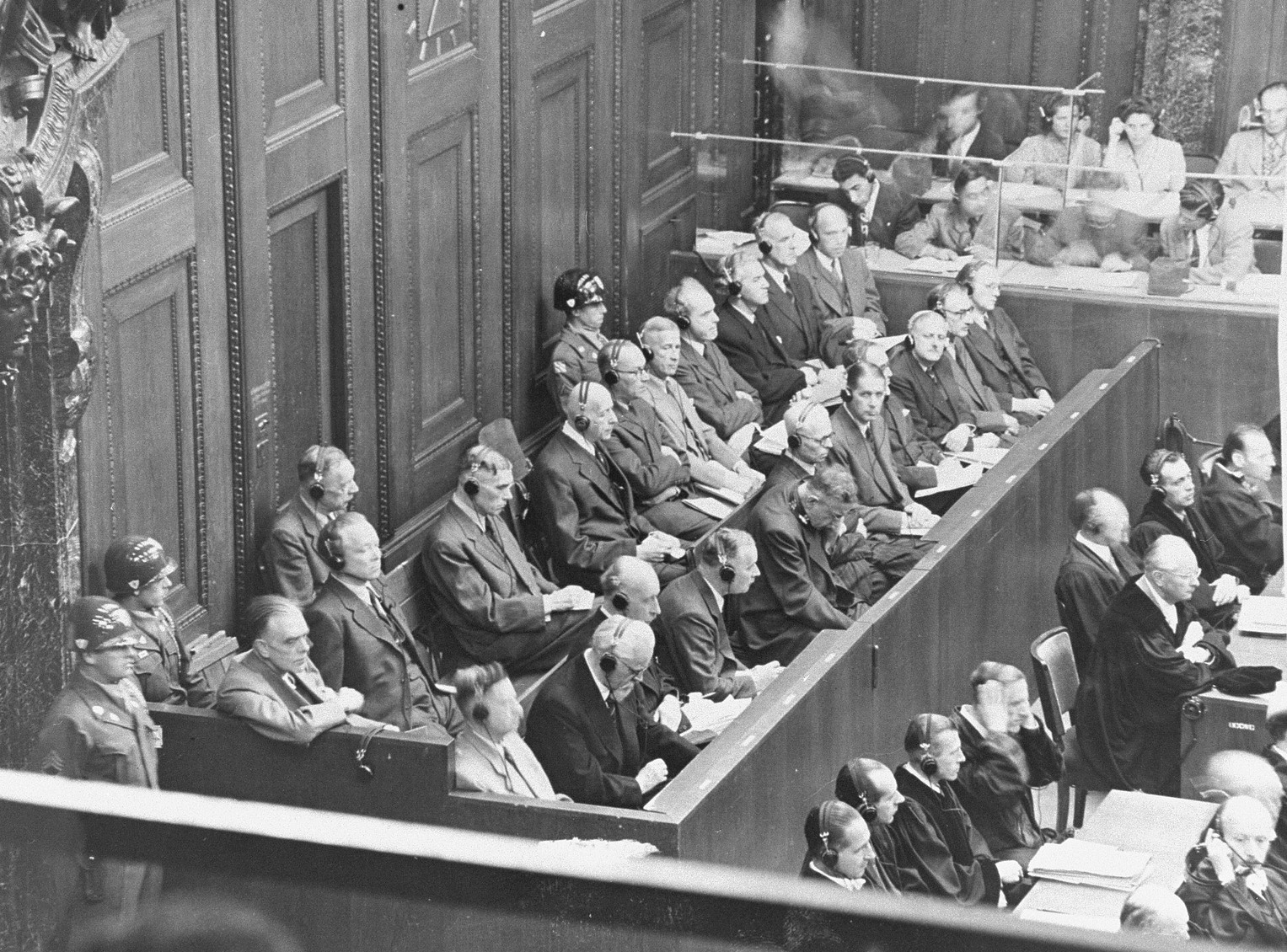
De beklaagden

In het IG Farbenproces, “Verenigde Staten van Amerika vs. Carl Krauch et al.”, werden 23 leidinggevenden van IG Farben in 1947 tijdens de Processen van Neurenberg voor het gerecht gebracht. Dit was het zesde proces in de Processen van Neurenberg door een Amerikaans militair gerechtshof in het bezette Duitsland. Twaalf personen werden op 30 juli 1948 tot gevangenisstraffen veroordeeld; de aanklachten waren plundering en slavernij. Elf personen werden wegens gebrek aan bewijs vrijgesproken.
Tijdens de Processen van Neurenberg werden twaalf processen gevoerd voor een Amerikaans militair gerechtshof, niet voor het Internationaal Militair Tribunaal (IMT), echter wel in dezelfde ruimte. Het IG Farbenproces was het tweede proces van de drie processen die gevoerd werden tegen leidinggevenden in de Duitse industrie. Zij werden aangeklaagd voor hun gedrag ten tijde van nazi-Duitsland. De twee andere processen werden gevoerd tegen het Flick-concern en het Krupp-concern; respectievelijk het Flickproces en het Kruppproces.

## De aanklacht
Op basis van aanklacht van 3 mei 1947 zijn de volgende punten behandeld door de rechters:
1. Planning, voorbereiding, start en uitvoeren van oorlog en invasie van andere landen.
2. Oorlogsmisdaden en misdaden tegen de menselijkheid door plundering en roof van bezette gebieden en het zich wederrechtelijk toe-eigenen van fabrieken in Oostenrijk, Polen, Tsjechië, Slowakije, Noorwegen, Frankrijk en Rusland.
3. Oorlogsmisdaden en misdaden tegen de menselijkheid door toepassen van slavernij en dwangarbeid, op een gigantische schaal, van gevangenen in concentratiekampen, gevangen militairen en burgers van bezette gebieden. Tevens de mishandeling, marteling en moord op slaven.
4. Lidmaatschap van de criminele organisatie, de SS.
5. Optreden als leidinggevenden in een samenzwering met het doel de misdaden als genoemd onder punten 1, 2, 3.

Alle verdachten werden aangeklaagd voor de punten 1, 2, 3 en 5. Alleen Schneider, Bütefisch, en Von Der Heyde werden aangeklaagd voor punt 4. De SS was reeds erkend als een criminele organisatie door het IMT.
Ondanks het bewijs werden de aangeklaagden vrijgesproken op punt drie. De rechters oordeelden dat de verdediging "uit noodzaak" correct was en er dus geen sprake was van opzet. (Telford Taylor, "The Nuremberg War Crimes Trials"; International Conciliation, No. 450, April 1949). De rechters oordeelden dat de aangeklaagden alleen voor het gebruik van dwangarbeid in een fabriek verantwoordelijk en schuldig waren. Deze fabriek werd naast Auschwitz door IG Farben gebouwd. Het is duidelijk dat zij de opzet hadden om slaven te gebruiken en dat dit door IG Farben uit eigen beweging gebeurde.

## De rechters
De jury bestond uit de volgende personen:
- President: Curtis Grover Shake, voormalig rechter aan het gerechtshof van de Staat Indiana in de Verenigde Staten van Amerika.
- James Morris, rechter aan het gerechtshof van de Staat Noord Dakota in de Verenigde Staten van Amerika
- Paul M. Hebert, Faculteit rechten, Louisiana State University in de Verenigde Staten van Amerika
- Clarence F. Merrell, advocaat in de Staat Indiana in de Verenigde Staten van Amerika

## De verdachten
23 verdachten werden voor het gerecht gebracht. Zij kregen de volgende straffen:
| Naam                                                   | Foto | Straf            |
| ------------------------------------------------------ | ---- | ---------------- |
| Carl Krauch (voorzitter toezichtsraad van I.G. Farben) |      | 6 jaar           |
| Otto Ambros                                            |      | 8 jaar           |
| Ernst Bürgin                                           |      | 2 jaar           |
| Heinrich Bütefisch                                     |      | 6 jaar           |
| Walter Dürrfeld                                        |      | 8 jaar           |
| Fritz Gajewski                                         |      | vrijspraak       |
| Heinrich Gattineau                                     |      | vrijspraak       |
| Paul Häflinger                                         |      | 2 jaar           |
| Erich von der Heyde                                    |      | vrijspraak       |
| Heinrich Hörlein                                       |      | vrijspraak       |
| Max Ilgner                                             |      | 3 jaar           |
| Friedrich Jähne                                        |      | 1 jaar 6 maanden |
| August von Knieriem                                    |      | vrijspraak       |
| Hans Kugler                                            |      | 1 jaar 6 maanden |
| Hans Kühne                                             |      | vrijspraak       |
| Karl Lautenschläger                                    |      | vrijspraak       |
| Wilhelm Mann                                           |      | vrijspraak       |
| Fritz ter Meer                                         |      | 7 jaar           |
| Heinrich Oster                                         |      | 2 jaar           |
| Hermann Schmitz                                        |      | 4 jaar           |
| Christian Schneider                                    |      | vrijspraak       |
| Georg von Schnitzler                                   |      | 5 jaar           |
| Karl Wurster                                           |      | vrijspraak       |